# Macau (kommun)
Macau är en kommun i Brasilien.   Den ligger i delstaten Rio Grande do Norte, i den östra delen av landet, 1 700 km nordost om huvudstaden Brasília. Antalet invånare är 28 974.
Följande samhällen finns i Macau:
- Macau

Trakten runt Macau består i huvudsak av gräsmarker. Runt Macau är det ganska glesbefolkat, med 31 invånare per kvadratkilometer.